# Metrópole da Ungro-Valáquia

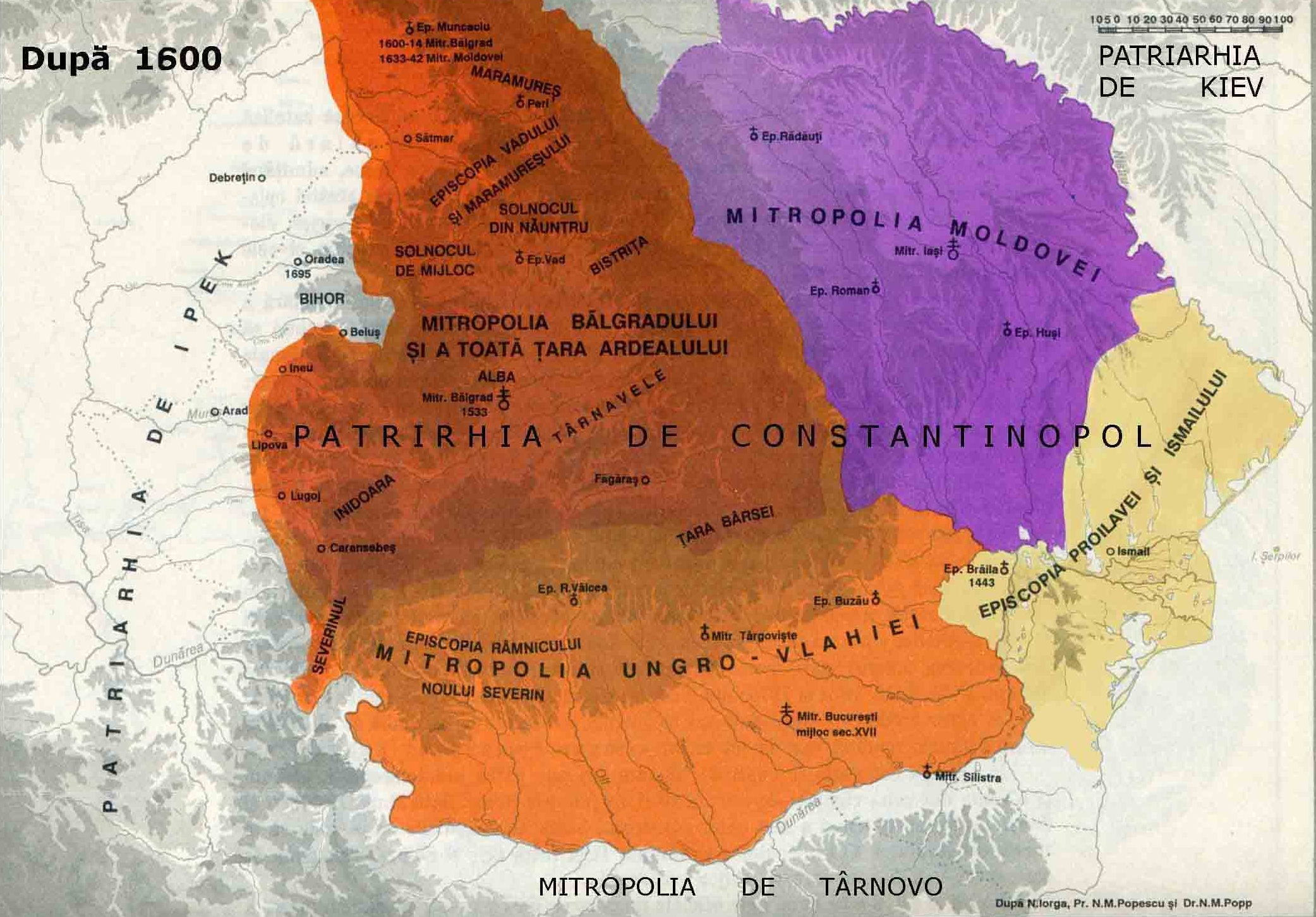
Jurisdição metropolitana (1600)

Metrópole da Ungro-Valáquia (em romeno:  Mitropolia Ungrovlahiei) foi uma circunscrição eclesiástica do Patriarcado de Constantinopla, estabelecida em 1359. No mesmo ano, o patriarca Calisto I de Constantinopla nomeou o monge grego Jacinto de Vicina como o primeiro metropolita.

## História
Sua criação foi necessária devido à política agressiva do rei Luis, o Grande, da Hungria, voltada para as terras da margem esquerda do baixo Danúbio (o Banato de Severin).
O nome da metrópole veio da necessidade de distinguir naquela época o território dos valáquios dos Bálcãs (Grande Valáquia e da Pequena  Valáquia na Tessália e no Epiro) daquele sob a autoridade do Reino da Hungria, chamado por isso Ungro-Valáquia.
De 1439 a 1767, a Metrópole da Ungro-Valáquia foi canonicamente subordinada ao arcebispado de Ocrida.
Inicialmente, a sede da metrópole era em Curtea de Argeș. Em 1517, a sé metropolitana foi transferida para Târgoviște e, em 1668, para Bucareste. Até 1990, o metropolita da Ungro-Valáquia era o arcebispo de Bucareste, que a partir de 1925 também atuou como Patriarca da Igreja Ortodoxa Romena. A Igreja Ortodoxa Romena originou-se com base na metrópole ungro-valaquiana na segunda metade do século XIX.
Em 17 de maio de 1990, o título do patriarca da Igreja Ortodoxa Romena, de Arcebispo de Bucareste e Metropolita da Ungro-Valáquia, foi alterado, substituindo implicitamente o nome multissecular da Metrópole da Ungro-Valáquia pelo da Metrópole da Muntênia e Dobruja.

## Galeria

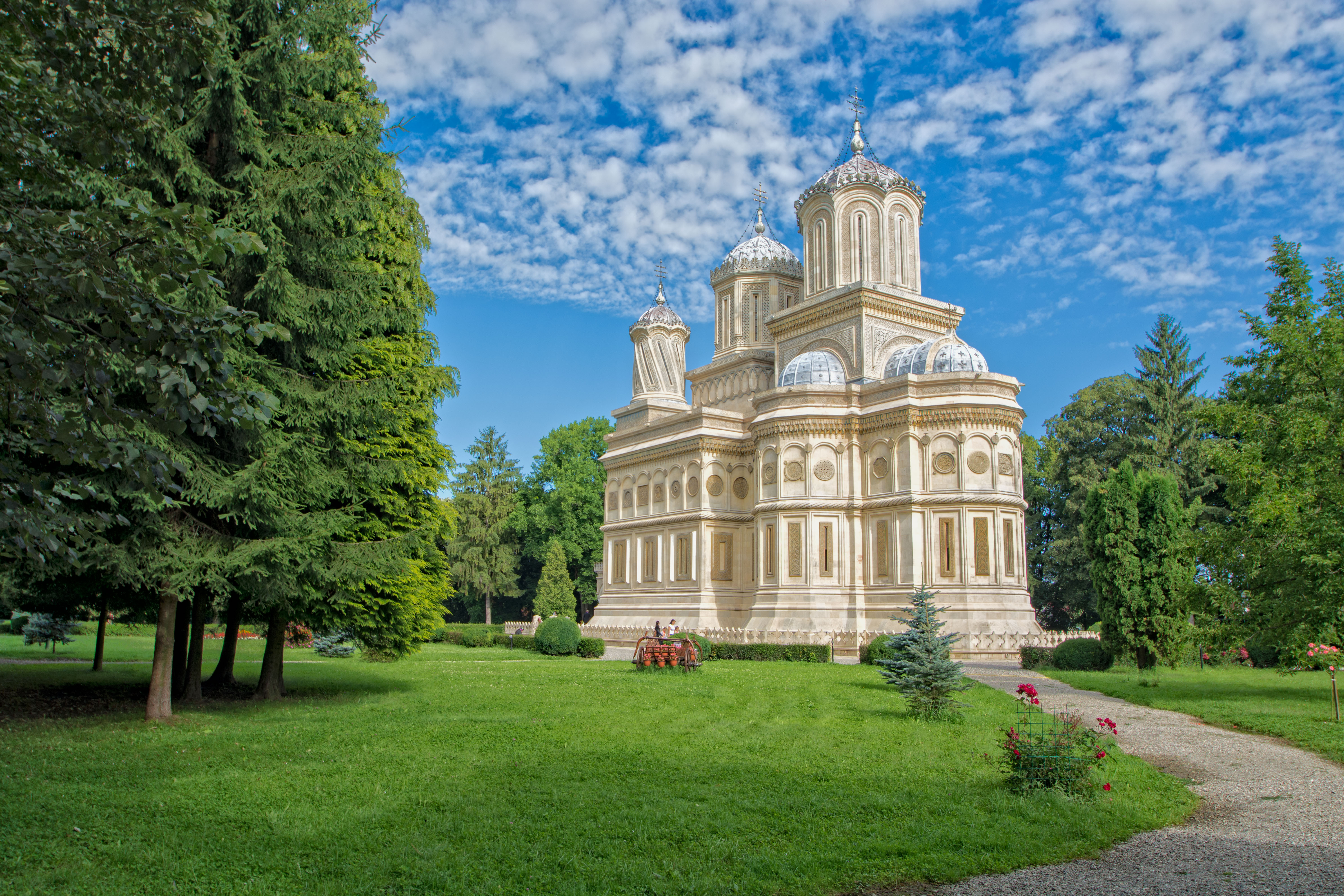
Catedral metropolitana de Curtia de Arges (1359-1517)
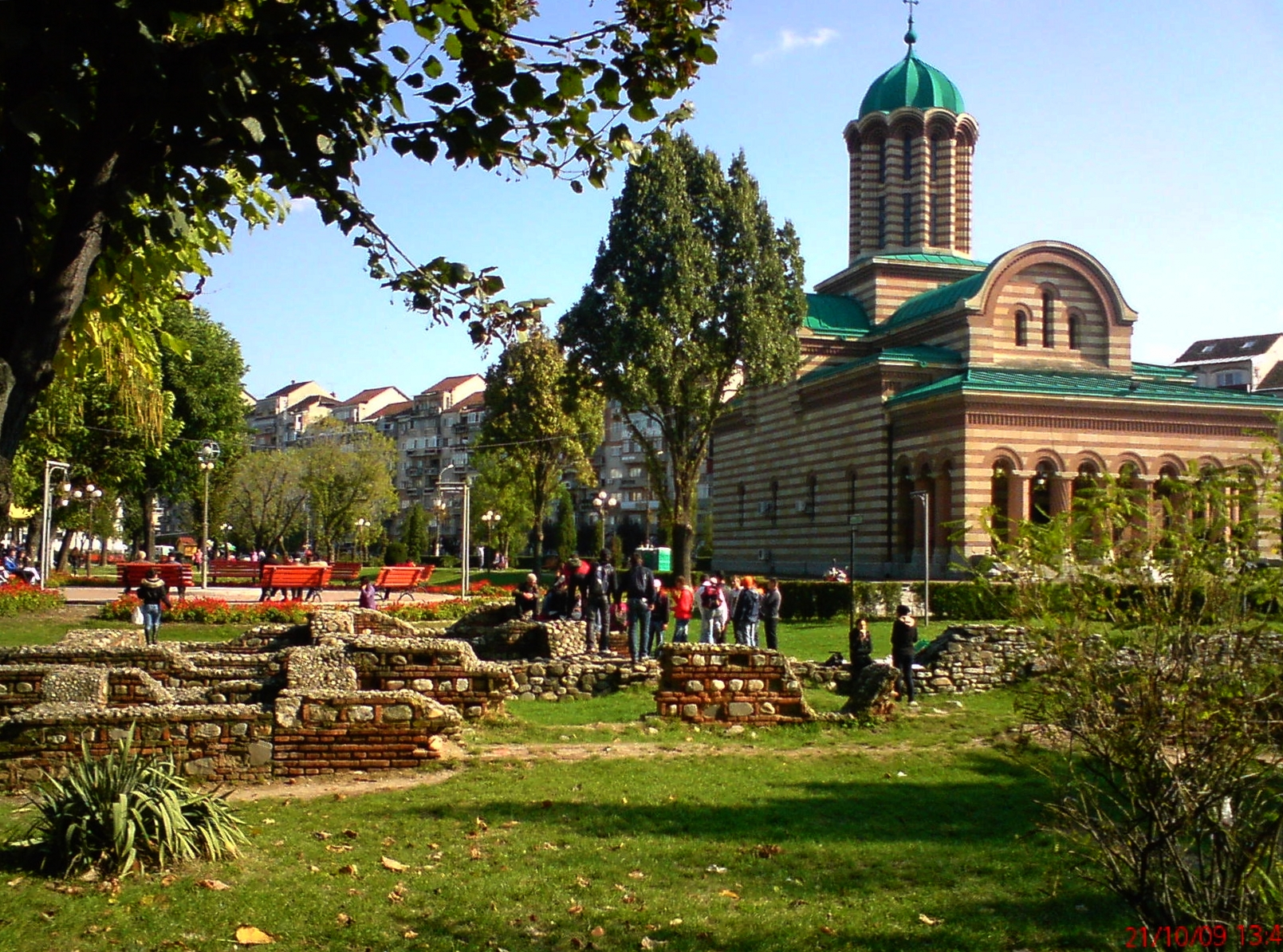
Catedral do arquiepiscopal em Targoviste (1517-1668)
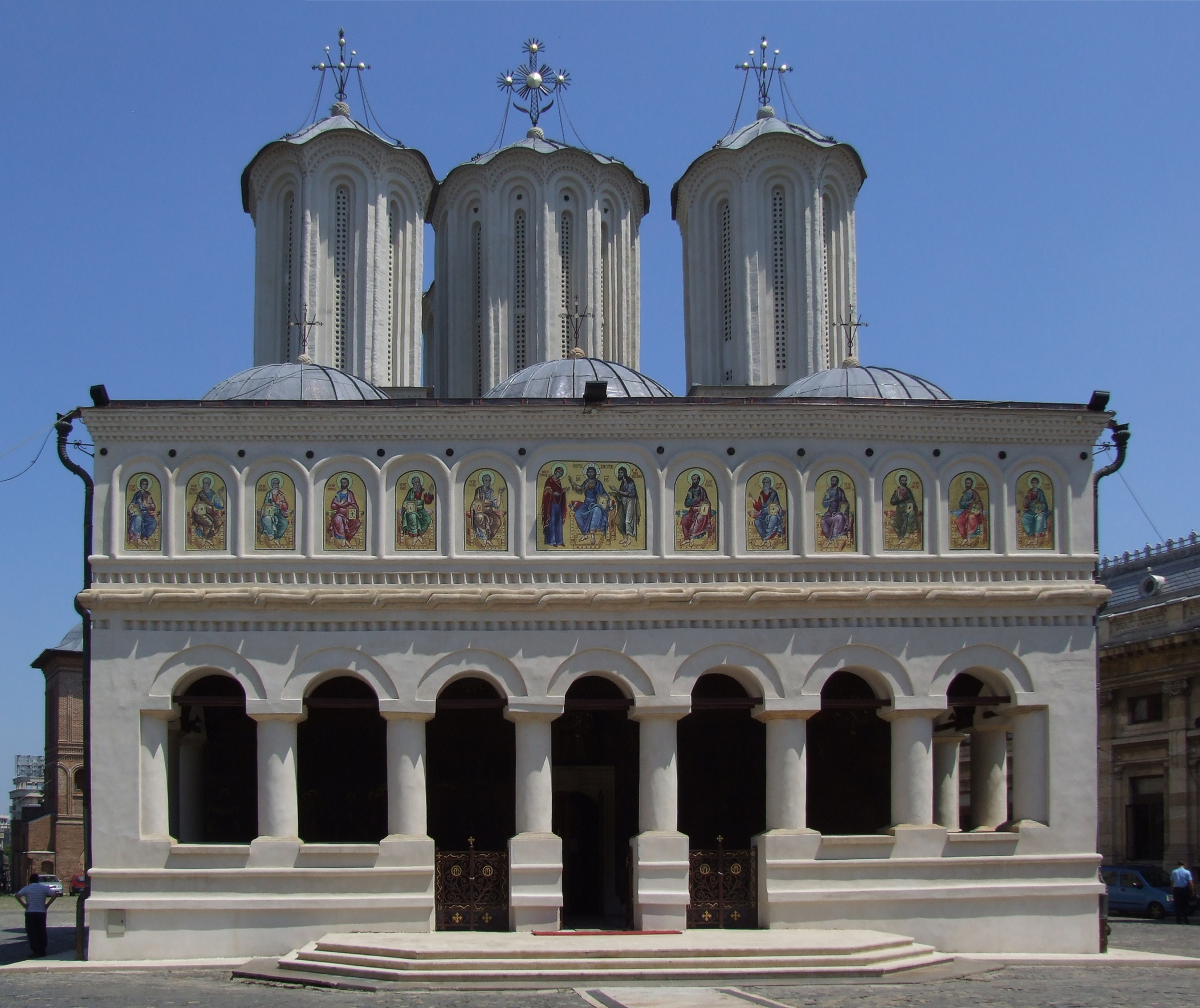
Catedral patriarcal de Bucareste (1668/1925-presente)